# Барон Раксалл

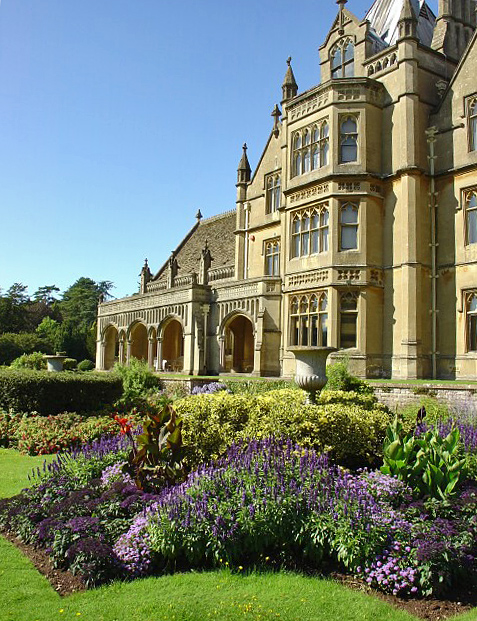
Тинтесфилд в окрестностях Раксалла в графстве Сомерсет, бывшая резиденция семьи Гиббс

Барон Раксалл из Клист Сент-Джорджа в графстве Девоншир — наследственный титул в системе Пэрства Соединённого королевства. Он был создан 11 января 1928 года для консервативного политика Джорджа Абрахама Гиббса (1873—1931). Он заседал в Палате общин Великобритании от Западного Бристоля (1906—1928), занимал должность казначея двора (1921—1924, 1924—1928).
По состоянию на 2024 год носителем титула являлся его внук, Энтони Хуберт Гиббс, 4-й барон Раксалл (род. 1958), который сменил своего отца в 2017 году. 
Бароны Раксалл находятся в родстве с баронами Олденем и баронами Хансдон из Хансдона. Дед первого барона, Уильям Гиббс (1790—1875), был младшим братом Джорджа Генри Гиббса (1785—1842), отца Генри Хакса Гиббса, 1-го барона Олденема (1819—1907), чьим четвертым сыном был Герберт Гиббс, 1-й барон Хансдон из Хансдона (1854—1935).
Семейная резиденция — Тинтесфилд в окрестностях Раксалла в графстве Сомерсет.

## Бароны Раксалл (1928)
- 1928—1931: Джордж Абрахам Гиббс, 1-й барон Раксалл (6 июля 1873 — 28 октября 1931), старший сын майора Энтони Гиббса (1841—1907)[1];
- 1931—2006: Джордж Ричард Лоли Гиббс, 2-й барон Раксалл (16 мая 1928 — 19 июля 2001), старший сын предыдущего от второго брака[2];
- 2006—2017: Юстас Хуберт Бейлби Гиббс, 3-й барон Раксалл (3 июля 1929 — 17 мая 2017), младший брат предыдущего[3];
- 2017 — настоящее время: Энтони Хуберт Гиббс, 4-й барон Раксалл (род. 19 августа 1958), старший сын предыдущего[4];
  - Наследник титула: достопочтенный Орландо Хуберт Даки Гиббс (род. 19 мая 1995), старший сын предыдущего от второго брака[5].